# دانشگاه صنعتی قوچان

دانشگاه صنعتی قوچان یک دانشگاه دولتی در شهر قوچان واقع در استان خراسان رضوی است. این مرکز در سال ۱۳۸۵ تحت عنوان دانشکده فنی و مهندسی قوچان تأسیس گردید. دانشکده فنی و مهندسی با صدور مجوز شماره ۷۹۷۷/۲۲ به تاریخ ۲۵/۵/۸۵ از طرف شورای گسترش آموزش عالی در دو رشته کاردانی کامپیوتر-نرم‌افزار و کاردانی مخابرات با تعداد ۷۰ دانشجو در بهمن ۱۳۸۵ رسماً فعالیت خود را آغاز نمود. دانشکده فنی و مهندسی قوچان در سال ۱۳۸۸ با مجوز شورای گسترش آموزش عالی به مجتمع آموزش عالی فنی و مهندسی قوچان ارتقاء یافت. مجوز ارتقاء مجتمع آموزش عالی فنی و مهندسی قوچان به دانشگاه مهندسی فناوری‌های نوین قوچان در سال ۱۳۹۲ تحقق یافت. هم‌اکنون دانشگاه صنعتی قوچان دارای حدود ۳۰۰۰ دانشجو و ۷۳ عضو هیئت علمی در۹ رشته و دو دانشکده فنی و مهندسی و دانشکده برق و کامپیوتر می‌باشد.

## دانشکده‌ها و رشته‌ها
- دانشکده فنی و مهندسی
  - مهندسی شیمی
  - مهندسی صنایع
  - مهندسی انرژی
  - مهندسی عمران
  - مهندسی مکانیک
  - مهندسی مواد
- دانشکده امام رضا
  - ریاضی
  - معارف
- دانشکده برق و کامپیوتر
  - مهندسی برق
  - مهندسی کامپیوتر

## نگارخانه

دانشگاه از نگاه تصویر
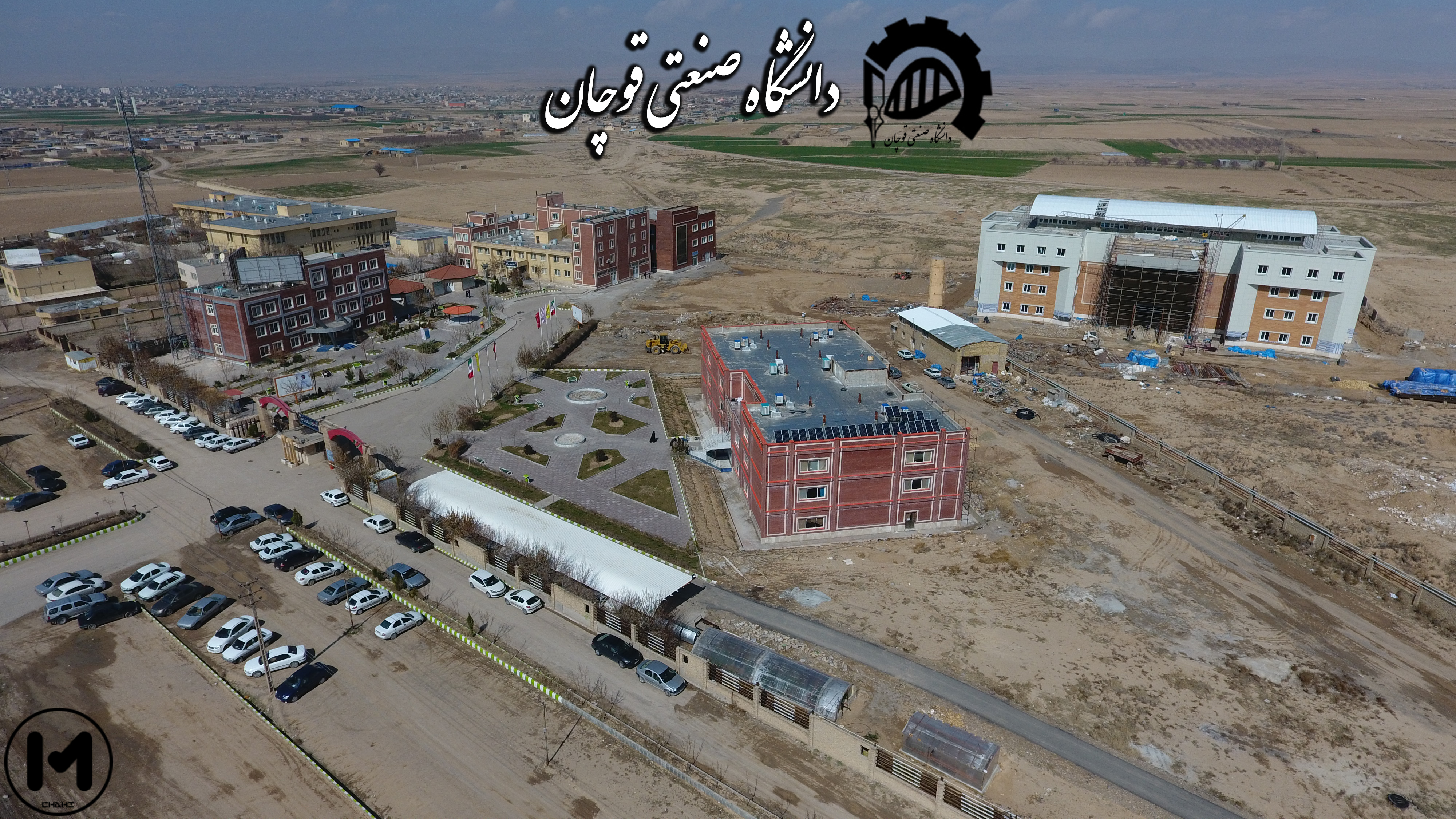
دانشگاه
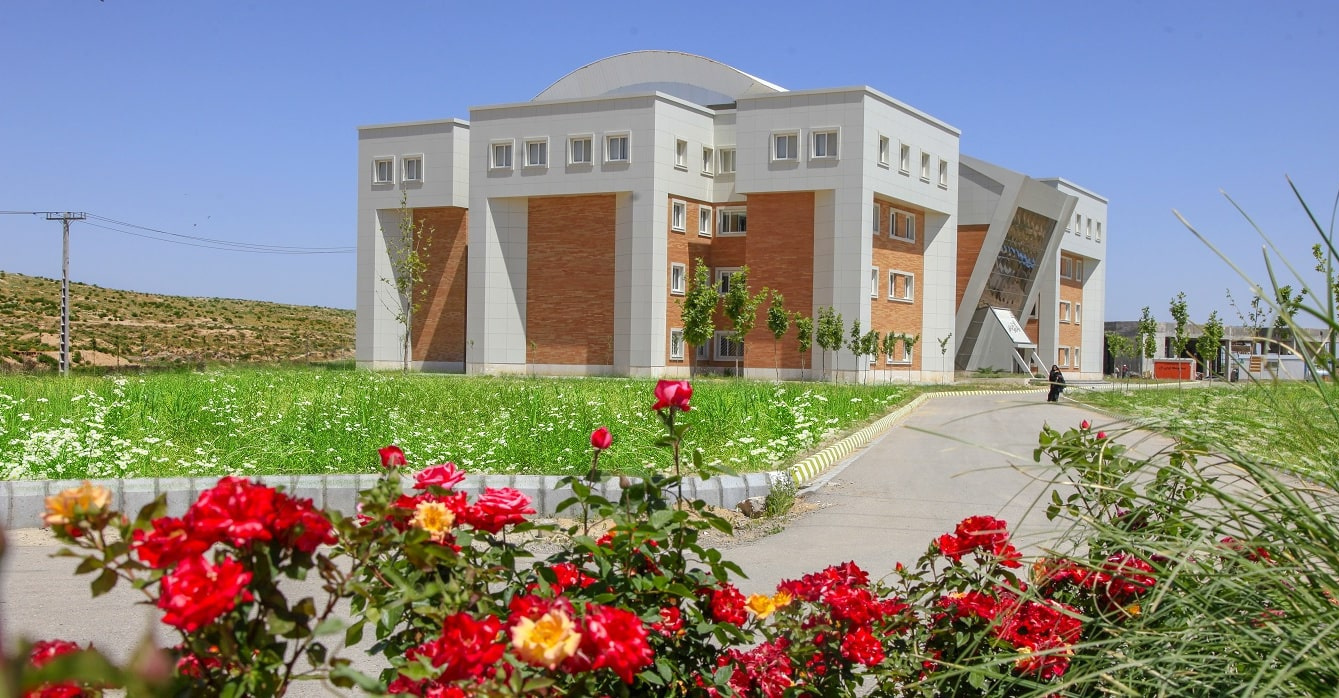
ساختمان فنی مهندسی
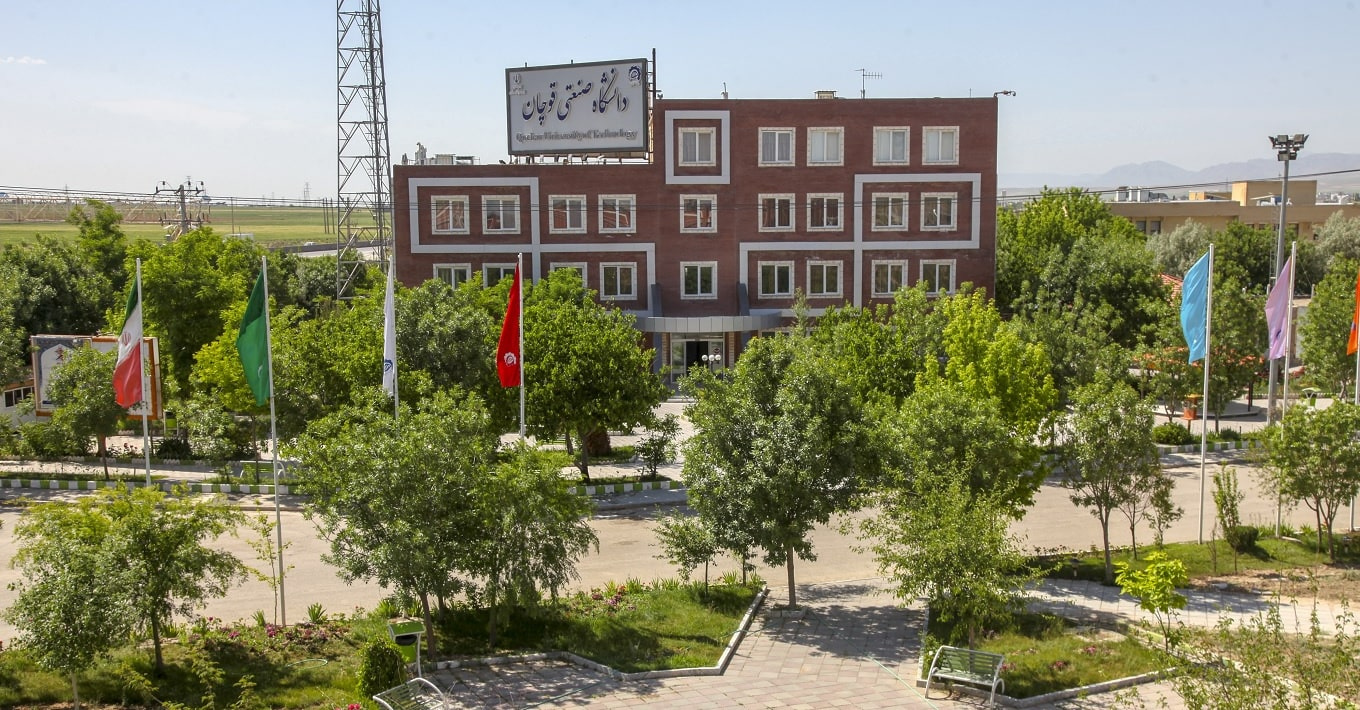
ساختمان A
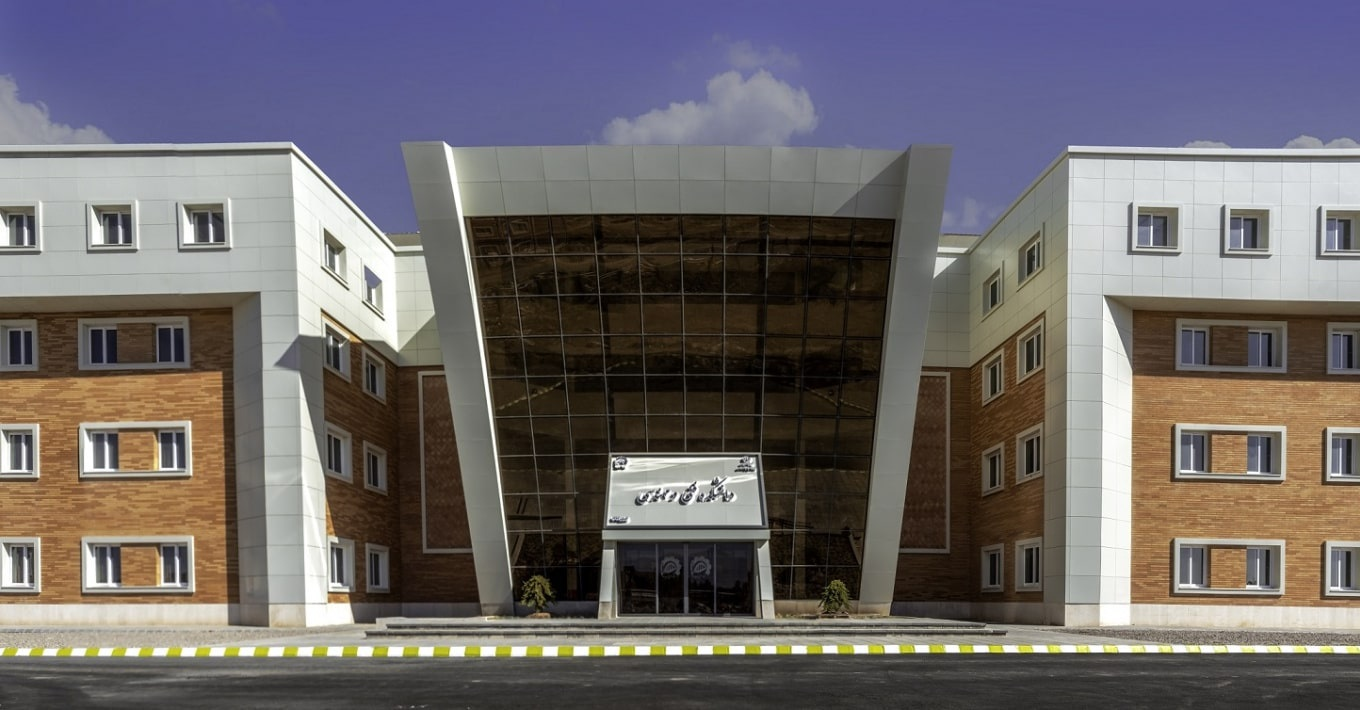
سردر ورودی دانشکده فنی‌مهندسی
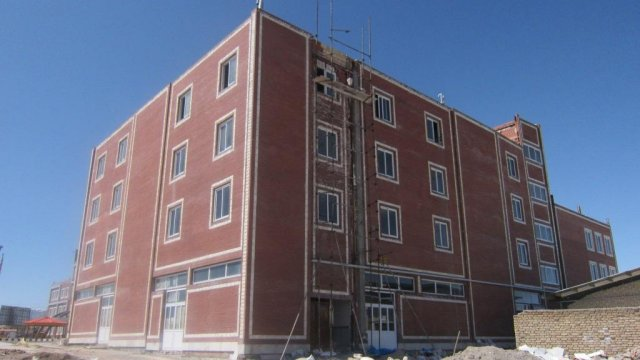
دانشکدهٔ برق
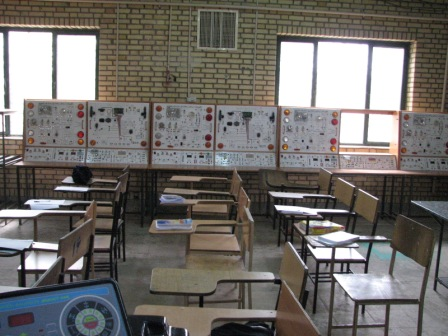
کارگاه برق خودرو
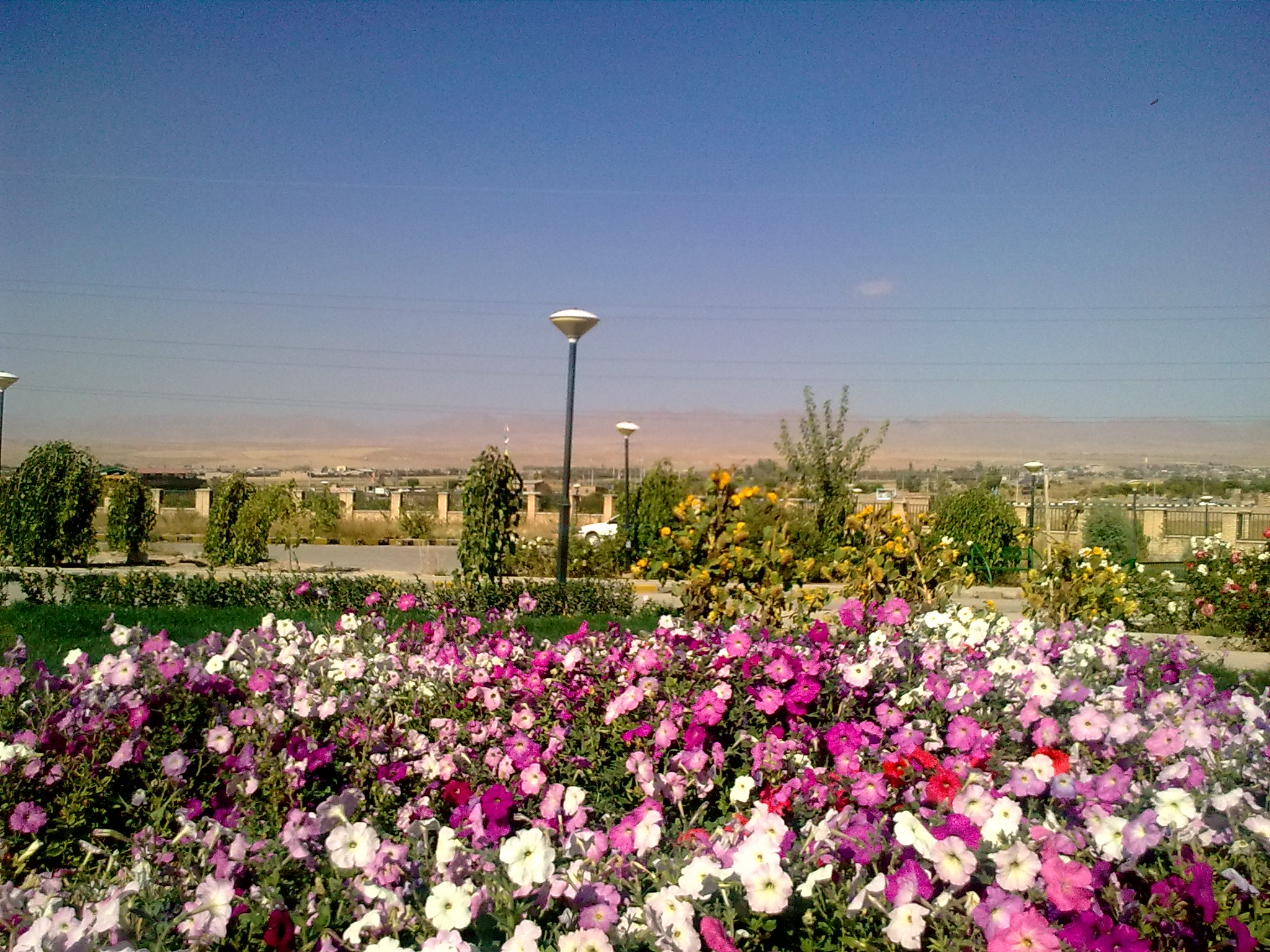
مرکز آموزش امام رضا